# Arpeggio
Arpeggio (wł.) – sposób wykonywania współbrzmień mający charakter ozdobnika, zaznaczany pionową linią falistą, poprzedzającą akord.

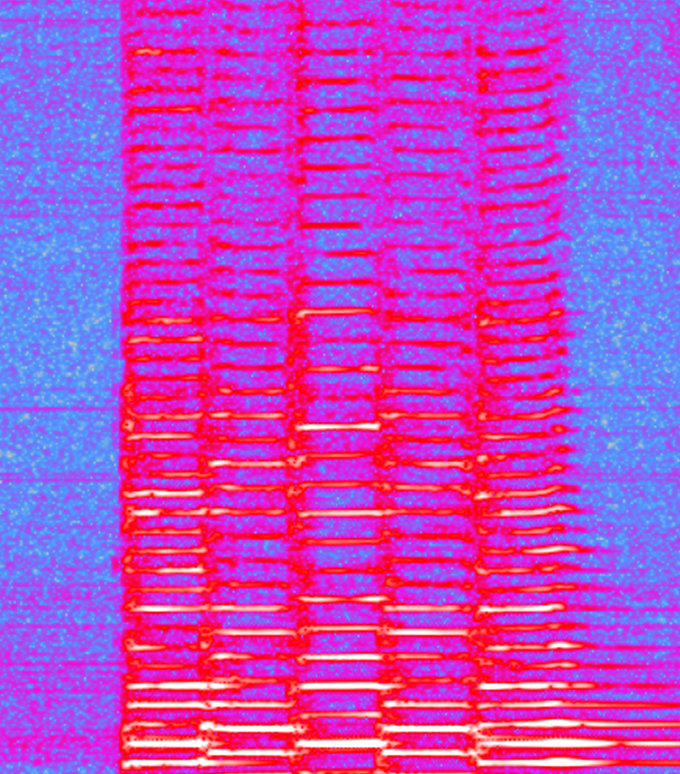
Spektogram arpeggio granego na wiolonczeli

## Wykonanie
Dźwięki akordu nie są uderzane jednocześnie, lecz dołączane kolejno, w krótkich odstępach, od najniższego do najwyższego. Może być także wykonywany w odwrotnym porządku, jeżeli oznaczanie ma kształt falistej strzałki skierowanej w dół.

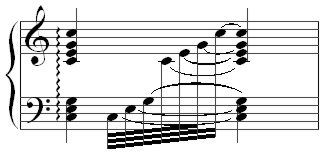
Zapis i wykonanie arpeggia

Czas trwania ozdobnika powinien teoretycznie stanowić połowę czasu trwania akordu, jednak jest to jedynie założenie wyjściowe, ponieważ w praktyce długość trwania arpeggia zależy od tempa oraz ekspresji utworu i stanowi indywidualny wybór interpretacyjny muzyka. Arpeggio powinno również rozpoczynać się w chwili, w której przypadałoby wykonanie arpeggiowanego akordu, a nie stanowić ozdobnik wyprzedzający, do zapisania którego stosuje się odrębną notację.

## Rodzaje
Rozróżniamy arpeggio krótkie i długie. Na instrumentach klawiszowych arpeggio długie polega na wykonaniu jednego arpeggia jedną i drugą ręką kolejno po sobie i oznaczane jest jedną długą pionową falistą linią przechodzącą wzdłuż całego akordu zapisanego dla obu rąk, a arpeggio krótkie polega na jednoczesnym i równoległym arpeggiowaniu akordu przez obie ręce i oznaczane jest dwiema oddzielnymi falistymi liniami wzdłuż akordu dla prawej i lewej ręki.

## Nazwa
Nazwa arpeggio pochodzi od nazwy harfy (wł. arpa), dla której jest to charakterystyczny sposób wykonywania akordów, również składających się z kilkunastu dźwięków i odgrywanych jako jeden akord dzięki kilkukrotnemu szybkiemu przełożeniu rąk.